# Tom Marshall (cestista)
John Thomas Marshall, detto Tom (Mt. Juliet, 6 gennaio 1931 – Fort Myers, 10 maggio 2024), è stato un cestista e allenatore di pallacanestro statunitense, professionista nella NBA.

## Carriera
Venne selezionato dai Rochester Royals al primo giro del Draft NBA 1954 (5ª scelta assoluta).

## Palmarès

### Giocatore
- NCAA AP All-America Second Team (1954)